# 1580年代
1580年代（せんごひゃくはちじゅうねんだい）は、西暦（グレゴリオ暦）1580年から1589年までの10年間を指す十年紀。

## できごと

### 1580年
- 7月26日:皆既月食と惑星食が日本国内で観測。

### 1582年
- 1月15日：ヤム・ザポルスキの和約。リヴォニア戦争は翌1583年に終結。
- 2月20日：天正遣欧少年使節の出発（〜1590年）。
- 6月2日：本能寺の変。
- 6月13日：山崎の戦い。

### 1583年
- 4月20日：賤ヶ岳の戦い。

### 1584年
- 3月-4月：小牧・長久手の戦い。

### 1585年
- 豊臣秀吉、関白任官。

### 1587年
- 9月18日 - ヴァーサ家出身のジグムントが国王自由選挙でポーランド王に選出。ポーランド・リトアニア共和国の君主となる。

### 1588年
- 7月21日：アルマダの海戦。